# Donnybrook (Dakota del Nord)
Donnybrook és una població dels Estats Units a l'estat de Dakota del Nord. Segons el cens del 2000 tenia 90 habitants.

## Demografia
Segons el cens del 2000, Donnybrook tenia 90 habitants, 36 habitatges, i 28 famílies. La densitat de població era de 49,6 hab./km².
Dels 36 habitatges en un 36,1% hi vivien nens de menys de 18 anys, en un 69,4% hi vivien parelles casades, en un 2,8% dones solteres, i en un 22,2% no eren unitats familiars. En el 22,2% dels habitatges hi vivien persones soles el 13,9% de les quals corresponia a persones de 65 anys o més que vivien soles. El nombre mitjà de persones vivint en cada habitatge era de 2,5 i el nombre mitjà de persones que vivien en cada família era de 2,93.
Per edats la població es repartia de la següent manera: un 25,6% tenia menys de 18 anys, un 5,6% entre 18 i 24, un 20% entre 25 i 44, un 32,2% de 45 a 60 i un 16,7% 65 anys o més.
L'edat mediana era de 44 anys. Per cada 100 dones de 18 o més anys hi havia 116,1 homes.
La renda mediana per habitatge era de 32.500 $ i la renda mediana per família de 31.250 $. Els homes tenien una renda mediana de 28.750 $ mentre que les dones 17.500 $. La renda per capita de la població era de 14.599 $. Entorn del 8,3% de les famílies i el 10,1% de la població estaven per davall del llindar de pobresa.

## Poblacions més properes
El següent diagrama mostra les poblacions més properes.